# Биофилмови
Биофилмови су заједнице микроорганизама смештених у лепљиву матрицу коју сами производе, а састављену од ванћелијских полимерних супстанци (енгл. extracellular polymeric substance, EPS), као што су угљени хидрати, нуклеинске киселине, протеини и други макромолекули. Ови биофилмови често приањају уз површине (при чему је један слој директно у контакту са подлогом) или се формирају чак и у одсуству било какве подлоге, стварајући мобилне биофилме. У вишеслојним биофилмовима, који имају тродимензионалну структуру, долази до међућелијских интеракција. Овај контакт доприноси њиховом међусобном иреверзибилном повезивању, као и иреверзибилном везивању за матрицу (матрикс). Матрикс ванћелијских полимерних супстанци има кључну улогу у стварању јединствених својстава у биофилмовима и одговоран је за физичку структуру саме заједнице. Начин живота ћелија у биофилмовима значајно се разликује од оног код слободноживећих ћелија. Биофилм, као облик синергијске заједнице, испољава нова својства која нису предвидива проучавањем појединачних слободноживећих ћелија (попут планктонских организама). Микроби у биофилму показују измењен фенотип услед промењене брзине размножавања и експресије гена. Формирање биофилма омогућава тим организмима олакшано размножавање. 
Унутар биофилма, микроби постају недоступни за ћелије имунског система, а дејство антибиотика се смањује због матрикса који делује као физичка баријера. Ово отежава лечење инфекција изазваних биофилмима. Бактерије у биофилму су изузетно отпорне на традиционалне методе третмана, често су 100-1000 пута резистентније у поређењу са слободно растућим бактеријама истог соја. Структура биофилма зависи од врсте микроба који их формирају и утицаја из околине. 
Иако је Антоан ван Левенхук први приметио бактерије које се везују за површине, појам биофилм није добио формалну дефиницију све до истраживања Костертона и његових сарадника. Америчко удружење за микробиологију званично је препознало значај биофилмова 1993. године. Костертон и сарадници су 1999. године детаљније описали биофилм као организовану популацију микроорганизама обавијену полимерном матрицом коју производи микроб приљубљен уз површину.
Примена напредних технологија, као што су скенирајућа електронска и конфокална микроскопија, значајно је олакшала научницима разумевање изузетно сложене структуре биофилмова. Органски део биофилма, који чини 50–90%, углавном је састављен од полисахарида који формирају матрицу. Ови полисахариди се међусобно преплићу стварајући густу, мрежасту структуру. Механичка чврстоћа ове структуре повећава се интеракцијом хидроксилних група на ланцима полисахарида.
Архитектура биофилма може укључивати позитивно наелектрисане јоне, као што су Ca2+ или Mg2+, који формирају подршку у виду попречних мостова између полимера, омогућавајући биофилмима да расту до дебљине од 300 µм. У неким случајевима, полисахариди у биофилмима могу бити неутрални или полианјонски, као што је случај са ванћелијском полимерном супстанцом (ЕПС) грам-негативних бактерија. Биофилмови такође могу садржавати уронске киселине, попут D-глукуронске, D-галактуронске и мануронске киселине, или кетално повезане пирувате, што доприноси анјонским својствима. Ова анјонска својства омогућавају повезивање двовалентних катјона, чиме се стварају јаче везе у зрелијим биофилмима.

## Класификација биофилмова
Биофилмови се могу класификовати према врсти микроба који их граде на бактеријске, оне са алгама или са гљивама, као и на мешовите (комплексне).
Бактеријски биофилмови су сложене заједнице микроорганизама кључне за опстанак у изазовним окружењима. Ови биофилмови представљају саморегулишуће бактеријске колоније који приањају уз површине и формирају заједнице са структуром коју чини самостворена полимерна матрица. Као пример, бактеријских биофилмова које доприносе пречишћавању отпадних вода су филмови које граде Cronobacter sakazakii, Enterobacter agglomerans i Pantoea agglomerans.
Биофилмови са алгама чине комплексне екосистеме који насељавају осветљене површине уз присуство влаге и хранљивих материја. Повећан интерес за третман отпадних вода, алтернативна био-горива и ефикасно сакупљање биомасе поновно наглашава важност алгалних биофилмова. Њихова примена у уклањању хранљивих материја из отпадних вода може донети и ремедијацију и извор алги за производњу биопроизвода.
Најновија истраживања наглашавају да биофилмови гљива, попут Aspergillus fumigatus, поседују амфипатичне протеине који играју кључну улогу у олакшавању раста биофилма. Ови протеини омогућавају гљивама да приањају за површине, посебно кроз излучивање хидрофобних протеина који побољшавају адхезију спора. Ова открића доприносе разумевању механизама формирања биофилма код филаментозних гљива, што може имати значајне импликације на терапеутске стратегије и третман кожних обољења. Различите врсте гљива, укључујући Candida albicans, Penicillium rubrum, Fusarium, Acremonium i Neocosmospora, могу формирати биофилме.
Истраживања су показала да комплексни биофилмови који садрже више врста микроорганизама остварују висок степен физиолошке ефикасности. Наиме, овакви биофилмови производе чак 70% више целулазе у поређењу са биофилмовима који се састоје само од једне врсте микроба. Ова чињеница има посебан значај у процесу разградње чврстих супстрата у гастроинтестиналном тракту, с обзиром на то да долази до синергистичког деловања више врста унутар сложеног матрикса биофилма. Ово откриће истиче потенцијал комплексних биофилмова за ефикасно разлагање и обраду чврстих материјала, што има практичне импликације на пољима попут отпадних вода и биотехнологије.

## Формирање биофилмова
Фазе у формирању биофилмова биће објашњене на примеру бактеријских биофилмова. Формирање бактеријских биофилмова започиње када слободно плутајуће бактерије дођу у контакт са неком површином. Овај почетни контакт, често случајан, остварује се путем ћелијских адхезионих структура попут флагела и пила, као и посредством различитих физичких сила. Повезаност бактерија са површином у овој фази је вероватно привремена и реверзибилна. Степен придржавања бактерија за површину зависи од различитих фактора, укључујући састав материјала, карактеристике бактеријских ћелија, температуру и притисак.
Силе које утичу на степен придржавања укључују хидрофобне, стерне, електростатичке, ван дер Валсове и протеинске адхезије. Ова комбинација сила омогућава бактеријама да се чврсто прикаче за површину, превазиђу силе одбијања и створе неповратно причвршћен монослој. Неравне површине које садрже воду олакшавају формирање биофилма у поређењу са глатким површинама.
У следећој фази, познатој као фаза везивања или закључавања, бактерије се повезују помоћу одређених адхезина и спољнег слоја. У овој фази, бактеријске ћелије јачају своју повезаност стварањем екстрацелуларних полимерних супстанци (ЕПС), које интереагују са површинским материјалима и/или рецептор-специфичним лигандима на структурама попут пила, фимбрија и фибрила. Ово додатно јача њихово приањање за површину, а завршетком ове фазе приањање постаје неповратно.
У трећој фази, микроколонија се формира након што бактерије вежу за површину. Овај процес укључује множење и деобу ћелија како би се формирале микроколоније. Хемијско сигнализирање унутар екстрацелуларних полимерних супстанци и микрозаједница покреће овај процес. У биофилму, бактеријске колоније често садрже различите микрозаједнице које сарађују како би олакшале размену супстрата, побољшале проток метаболичких продуката и елиминисале метаболички отпад.
Четврта фаза, фаза зрелости, обележена је даљим развојем причвршћених ћелија. У овој фази долази до излучивања сигналних фактора, који играју кључну улогу у промени регулације експресије гена ради побољшања вируленције. Зрелост укључује и ослобађање ЕПС-а, агрегацију ћелија, хемијско везивање, међубактеријску комуникацију и формирање микро- и макроколонија. Током овог процеса, мале групе бактерија се формирају, стварајући системе за циркулацију воде који омогућавају размену хранљивих материја и отпадних продуката, а експресија гена се мења. 
Дисперзија, кључна фаза у развоју биофилма, представља процес којим бактерије шире инфекцију из једног дела тела заражене особе у други део. Типичан биофилм се састоји од два јасно дефинисана слоја. Основни слој, где бактерије углавном бораве, сусреће се с површином, док површински слој делује као зона распршивања, олакшавајући ширење бактерија у околину и подржавајући њихово трајно присуство. Овај кључни механизам често се описује као „метастатско сејање”.
Са сазервањем биофилма, ресурси постају ограничени, а токсични метаболички нуспроизводи се накупљају. Микробне ћелије се ослобађају и распршују у друге делове зараженог домаћина или различите површине како би пронашле нове изворе хранљивих материја. Процес дисперзије почиње када се појединачне ћелије или агрегати одвајају од биофилма. Неки истраживачи верују да је овај програмирани процес покренут услед недостатка хранљивих материја или смањеног нивоа кисеоника, посебно у биофилмовима аеробних бактерија.

## Здравствени проблем узроковани биофилмовима
Оптимално окружење за развој биофилма је површина која обезбеђује и влагу и хранљиве материје. Биофилмови могу имати различите утицаје, било да се формирају у природном окружењу (сматрају се неутралним) или на отвореним ранама након инфекције, где могу имати штетан утицај. Овај комплексан однос између бактерија и њихове околине истражује се како би се боље разумеле стратегије за контролу и превенцију инфекција изазваних биофилмовима. Биофилмови су одговорни за 70% свих инфекција узрокованих микроорганизмима и значајно доприносе инфекцијама у системима здравствене заштите. Микроорганизми унутар биофилма показују симбиотско понашање и повећано преживљавање против антимикробних третмана, што чини биофилме одговорним за упорне хроничне инфекције.Иако биофилмови могу имати позитивне функције, попут спречавања инвазије патогених бактерија, већина их је повезана са инфекцијама и болестима. Бактерије које стварају биофилм могу расти на медицинским уређајима (нпр. катетерима, уграђеним срчаним залисцима, пејсмејкерима, имплантатима за дојке, контактним сочивима итд.) и живим ткивима, представљајући озбиљан ризик за контаминацију. Ова контаминација током и након имплантације може довести до озбиљних инфекција повезаних с уређајима, захтевајући уклањање и потенцијално доводећи до фаталних исхода. Бактерије које се најчешће јављају у биофилмовима на тим уређајима су S. aureus, S. epidermidis i Pseudomonas aeruginosa. P. aeruginosa може такође да ствара биофилмове у водоводним инсталацијама у здравственим установама.
Биофилмови играју огромну улогу у вентилаторски повезаној пнеумонији која се јавља код пацијената који користе механичке респираторе у болницама након хируршких захвата или различитих болести, попут ковид 19. Због тога што пацијенти којима су потребни респиратори често пате од основних имунолошких или проблема са плућима, вентилаторски повезана пнеумонија може довести до животне угрожености. Болничка пнеумонија забележена код пацијената који су интубирани и користе механичку вентилацију након 48–72 сата. Повећана опасност од болничке пнеумоније након интубације са механичком вентилацијом је шест до 20 пута већа. Ендотрахеалне цеви често су повезане са развојем биофилмова и метицилин-резистентног S. aureus, познатог и као МРСА, и грам-негативних бактерија попут K. pneumoniae, E. coli, P. aeruginosa i Acinetobacter baumanii.
Репрезентативни пример је Vibrio cholerae, узрочник колере. V. cholerae прелази из воденe средине, где формира биофилмове на хитинским површинама, у људског домаћина где ефикасно колонизује цревни тракт. Важно је напоменути да не само нетакнути биофилмови, већ и ћелије V. cholerae које су се распршиле из биофилма, показују већу инфективност у поређењу са слободним, планктонским ћелијама у моделу инфекције мишића.
Биофилм на зубима може изазвати болести зуба и њихових потпорних ткива. Дентални плак је безбојна или безбојно бела лепљива супстанца која се континуирано формира на површини зуба. Састоји се од бактерија, њихових продуката, слузи и остатака хране. Ако се дентални плак не уклања редовним чишћењем зуба, може постати тврди наслаге познате као зубни каменац. Дентални плак је кључни фактор у развоју каријеса и пародонталних болести (болести десни и потпорних структура зуба).
Инфекције повезане с биофилмовима, даље, укључују цистичну фиброзу (P. aeruginosa), упалу средњег уха (Haemophilus influenzae), пародонтитис (P. aerobius i Fusobacterium nucleatum), инфективни ендокардитис (S. aureus, Viridans streptokoki i Enterococcus faecalis), хроничне ране (P. aeruginosa), остеомијелитис (P. aeruginosa), итд. Литературни подаци указују да већина (65%) узрочника инфекција повезаних са биофилмима показује висок отпор према антимикробним средствима (до 1000 пута) и компонентама имунског система домаћина, што их чини изузетно тешким за лечење. Стога су неопходна мултидисциплинарна истраживања како би се развиле ефикасне стратегије против потенцијалних последица биофилмова.
Развој антибиофилм агенаса је од суштинског значаја због отежаног лечења стандардним антибактеријским средствима. С обзиром на брзи развој резистенције на антибиотике и споре синтезе нових антибиотика, истражују се различите природне и синтетичке алтернативе. Природни производи као што су антибиотици (низин, субтилин, епидермин), антимикробни пептиди (LL-37, Burford-II, PR-39),  фитохемикалије (танини, флавоноиди, флавони, флавоноли), бактериофаги и ензими (нуклеазе, деполимеразе, лактаназе и бактериофагни ендолизини) детаљно су проучавани због њихове способности инхибиције формирања биофилма. Синтетички молекули, попут натријум-цитрата, етилендиаминтетраацетата, металних наночестица и хлорхексидина, такође се користе као снажна антибиофилм средства. Ови агенси делују на различите механизме, укључујући инхибицију међућелијске комуникације, разарање екстрацелуларне матрице, повећану пропустљивост мембране и неутрализацију липополисахарида.
Симултани ефекат више антибиофилм агенаса из различитих извора може повећати ефикасност лечења. Примена ових агенаса на површинама импланта се такође користи као превентивна стратегија против бактеријских инфекција повезаних са имплантима.
Иако су многи антибиофилм агенси показали потенцијал у претклиничким студијама, њихова примена је и даље ограничена на лабораторијске услове и животињске моделе. Потребна су додатна клиничка испитивања, фазе 1-4, како би се потврдила сигурност и ефикасност ових агенаса код људи. Тренутна клиничка испитивања су углавном усмерена на биофилмове у устима, али је важно истражити и системску ефикасност ових агенаса ка другим биофилм заједницама.

## Биоремедијација биофилмовима
Биоремедијација представља примену живих организама или њихових производа, попут ензима, у третирању или разградњи штетних једињења. Микробне заједнице у биофилмовима ефикасно разлажу органске супстанце. Ензими укључени у процес разградње задржавају се у екстрацелуларној полисахаридној матрици (ЕПС) биофилма, повећавајући вероватноћу да производ и ензим остану близу ћелије која их производи, спречавајући њихово одвајање и коришћење од стране других ћелија. Биофилм-метода ремедијације представља економичан и еколошки прихватљив избор за пречишћавање околине. Биофилмови, као агрегати микробних ћелија, причвршћују се за различите површине у воденом окружењу, што их чини погодним за сорпцију и метаболизам органских загађивача и тешких метала. Кључна предност лежи у способности микроба унутар биофилмова да разграде ове супстанце или модификују њихову покретљивост и токсичност, смањујући тако штетност по животну средину и људско здравље.
За разлику од слободно плутајућих микроорганизама, биофилмови су отпорнији на промене у температури, pH вредности и концентрацији загађивача. Ова отпорност чини их изузетно поузданим у третману вода. Ова интеракција се ослања на феномен међубактеријске комуникације којом бактерије „детектују” присуство других бактеријских ћелија у заједници и прилагођавају своје понашање. Метагеномска анализа је кључан алат за добијање увида у генетичку разноликост бактеријских заједница, што је значајно у контексту биоремедијације загађене воде. Биоремедијација, која користи живе организме, нарочито бактерије, за смањење присуства загађујућих материја у води, додатно је ефикасноснија употребом генетички модификованих микроорганизама.
Биофилмови имају значајну примену у нитрификацији, једном од поступака третмана отпадних вода. Аутотрофне бактерије, које формирају биофилмове на пластичним површинама присутним у води, олакшавају конверзију амонијака у мање токсичне нитрите и нитрате. Процес нитрификације, који укључује оксидацију амонијака, спроводи се активношћу аутотрофних бактерија. Кроз овај биолошки процес, амонијак се прво претвара у нитрите, а затим даље у нитрате, чиме се смањује токсичност ових једињења у поређењу са амонијаком. Аутотрофне бактерије користе азотна једињења за синтезу својих органских материја.
Један од загађивача присутан у земљишту, површинским и подземним водама је ТНТ (2,4,6-Тринитротолуен). Микроорганизми доприносе разградњи ТНТ-а редукцијом три нитро групе, а у неким случајевима утичу на разградњу ароматичног прстена. Истраживање је идентификовало сој квасца Yarrowia lipolytica као способног за разградњу ТНТ-а користећи оба механизма, с посебним нагласком на напад на ароматични прстен.
Упркос предностима, постоји низ изазова у коришћењу биофилмова у третману загађених вода. Технички изазови укључују контролу формирања и одржавање биофилма, одабир одговарајућих микроорганизама и превазилажење проблема везаних за гасну пропустљивост. Потребно је додатно истраживање како би се утврдила дугорочна одрживост и економска исплативост ових технологија.